# De grandioze gitaar
De grandioze gitaar is een stripverhaal uit de reeks van Suske en Wiske. Het werd uitgebracht op 3 september 2016. Een belangrijk deel van de opbrengst ging naar SOS Kinderdorpen.

## Personages
In dit verhaal spelen de volgende personages mee:
- Suske, Wiske, Lambik, tante Sidonia, professor Barabas, Krimson, Achiel, Batavier, Guus (bard), posterplakker, menigte

## Locaties
Dit verhaal speelt zich af op de volgende locaties:
- het huis van tante Sidonia, het laboratorium van professor Barabas, theater, land van de Batavieren, stadion

## Uitvindingen
In dit verhaal spelen de volgende uitvindingen een rol:
- de teletijdmachine, de gyronef, de klankentapper

## Verhaal
Lambik wil rustig een boek lezen na een etentje bij tante Sidonia. Wiske wil echter 'Ranking the Idols with the Stars' kijken en Lambik ergert zich hier erg aan. Hij snapt niet dat zoveel mensen idolen volgen. De telefoon gaat en het is professor Barabas, de boodschap is onduidelijk en de vrienden gaan snel naar zijn laboratorium. Daar aangekomen vinden ze professor Barabas vastgebonden. Hij kan zich niet veel herinneren, maar de vrienden zien sporen bij de teletijdmachine. De machine is gebruikt om naar 1967 te flitsen en er missen twee polsbanden waarmee personen zich terug kunnen flitsen naar het heden. Professor Barabas flitst Suske, Wiske en Lambik ook naar 1967 en ze komen in een soort theater terecht. Ze vinden een groep mensen in een kast opgesloten. Lambik is enthousiast, hij heeft alle nummers van The Rolling Stones in een mp3 lijst op zijn smartphone en maakt een selfie. Hij hoort niet dat een bandlid vertelt dat ze The Beatles zijn.
In de naastgelegen kamer ontdekken de vrienden Krimson en Achiel. Krimson wil een gitaar bemachtigen en na een vechtpartij met Achiel zien de vrienden hoe de vijanden zichzelf wegflitsen. De bandleden besluiten met een andere gitaar op te treden en de vrienden worden naar het heden geflitst. Daar ontdekken ze dat professor Barabas en tante Sidonia vastgebonden zijn. Suske heeft in de worsteling met Achiel een perkamentrol bemachtigd. De vrienden lezen dat er tijdens volle maan een bliksemschicht zal verschijnen, zo zullen kracht en magie samenkomen. Een uitverkoren heilige eik zal de kracht aantrekken, maar dit zal te groot zijn voor zijn bast. Een bard zal uit het hout een muziekinstrument maken en dit zal de harten van mensen aanraken, ook lang nadat de maker overleden is. Tante Sidonia beseft dat popsterren aanbeden worden als goden. Met het instrument zal Krimson massa's mensen kunnen beheersen. 
Wiske vindt het een raar verhaal, de gitaar die door Krimson gestolen werd was nieuw. De vrienden bestuderen het document nog verder en zien dat het om een andere gitaar gaat. Professor Barabas flitst Suske en Wiske naar de tijd van de Batavieren en horen al snel dat er een bard met de naam Guus rondloopt. Als ze deze man vinden, blijkt zijn gitaar niet bijzonder te zijn. Ze willen het instrument onderzoeken met de klankentapper. Wiske stelt voor om het instrument gewoon mee te nemen. Professor Barabas kan hem na het onderzoek terugflitsen en Guus zal de gitaar dan niet langer dan een paar seconden moeten missen. Guus is erg verbaasd als zijn gitaar wordt meegenomen en Suske en Wiske in het niets verdwijnen.
Rond dezelfde tijd in de toekomst ontdekt Krimson dat de gitaar die hij gestolen heeft, niet bijzonder is. Lambik ziet een poster en ontdekt dat Krimson een concert wil geven. Suske en Wiske komen terug in het heden en zien dat professor Barabas en tante Sidonia vastgebonden zijn. Krimson is nog in het laboratorium en brengt alle vrienden in slaap met gas. Hij neemt de gitaar van de bard mee. Lambik komt later bij het laboratorium en maakt zijn vrienden wakker. Hij vertelt over het concert dat Krimson heeft gepland en de vrienden gaan met de gyronef naar het stadion. Het concert is al begonnen, maar de mensen zijn niet onder de indruk van de muzikale talenten van Krimson. Krimson vlucht en wordt door de menigte nagezeten. Professor Barabas koppelt de gitaar aan de klankentapper en het instrument vertelt dat de magie alleen werkt als een muzikant met een zuiver hart het bespeelt.  